# Буріння (журнал)

«Бурі́ння» — науково-практичний журнал «Спілки буровиків України».
Заснований 2009 року.
Виходить двічі на рік.
Головний редактор: А. І. Вдовиченко.
Рубрики: «Наука і сучасні технології», «Підготовка кадрів», «Історія, ювілеї, зустрічі».